# Bogoria (gmina)
Pour les articles homonymes, voir Bogoria.
La gmina de Bogoria est une commune rurale de la voïvodie de Sainte-Croix et du powiat de Staszów. Elle s'étend sur 122,89 km2 et comptait 7 983 habitants en 2006. Son siège est le village de Bogoria qui se situe à environ 12 kilomètres au nord-est de Staszów et à 53 kilomètres au sud-est de Kielce.

## Villages
La gmina de Bogoria comprend les villages et localités de Bogoria, Budy, Ceber, Domaradzice, Gorzków, Grzybów, Józefów Witowicki, Jurkowice, Kiełczyna, Kolonia Bogoria, Kolonia Pęcławice, Kolonia Pęcławska, Kolonia Wysoki Małe, Łagówka, Mała Wieś, Malkowice, Miłoszowice, Moszyny, Niedźwiedź, Pęcławice Górne, Pełczyce, Podlesie, Przyborowice, Rosołówka, Szczeglice, Ujazdek, Wagnerówka, Wierzbka, Witowice, Wola Kiełczyńska, Wola Malkowska, Wolica, Wysoki Duże, Wysoki Małe, Wysoki Średnie, Zagorzyce et Zimnowoda.

## Gminy voisines
La gmina de Bogoria est voisine des gminy d'Iwaniska, Klimontów, Raków et Staszów.